# Quicena
Quicena (en aragonés Quizena o Quicena) es un municipio español de la provincia de Huesca, en la comarca de la Hoya de Huesca, comunidad autónoma de Aragón. Se sitúa a 4 km de la ciudad de Huesca en sentido a Barbastro. Cuenta con 283 habitantes (2017).

## Historia

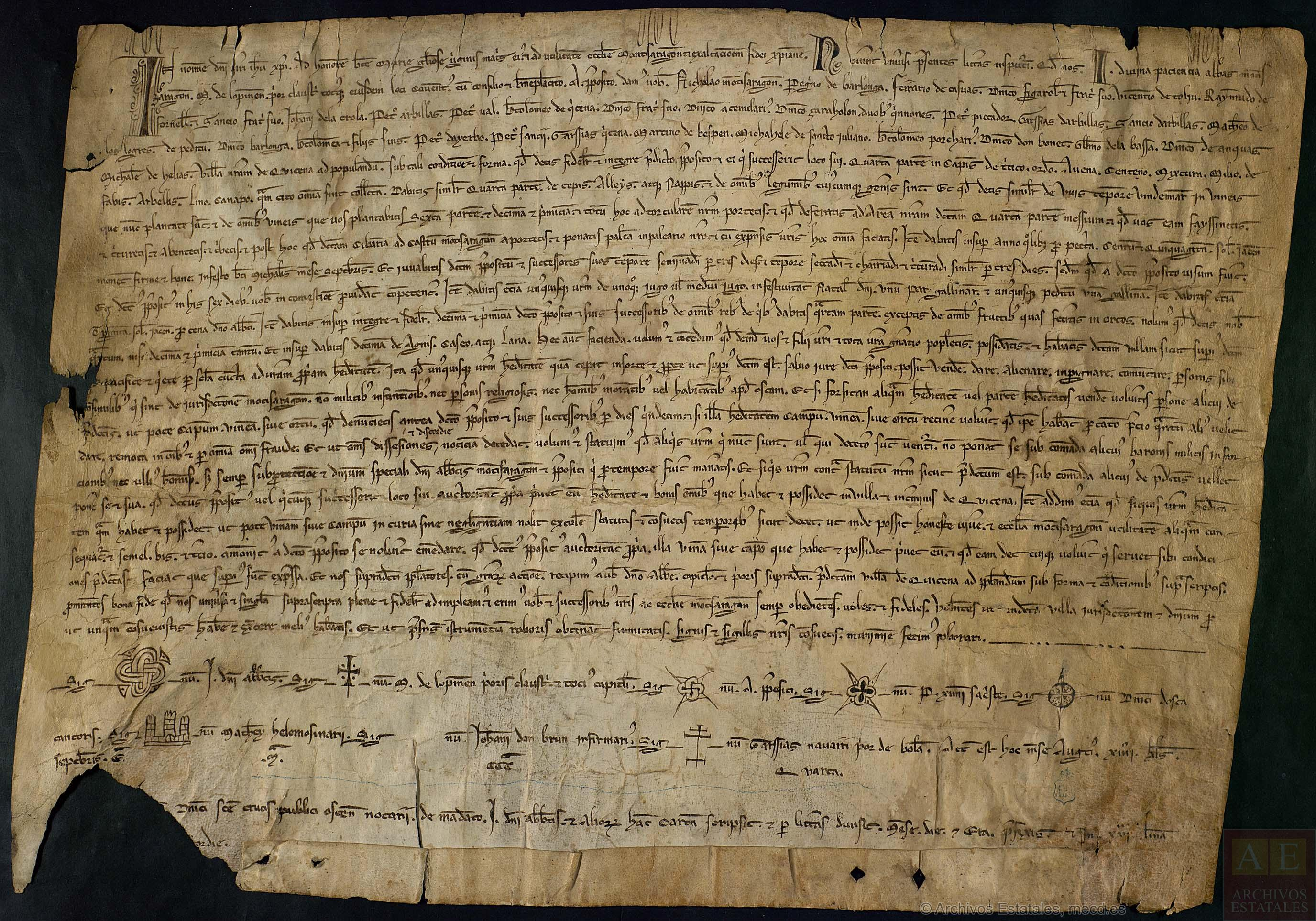
Carta Puebla de Quicena

En 1086 los reyes Sancho Ramírez y Pedro I dieron a Montearagón la villa de Quicena.
El Monasterio de Montearagón otorgó a la Villa de Quicena una serie de Privilegios en 1266 recogidos en la Carta Puebla, custodiada en el Archivo Histórico Nacional.
Núcleo de llanura, armado por una plaza rectangular que recibe la vía de comunicación y una calle que parte de aquella en dirección oeste, hacia la iglesia. Las viviendas forman pequeñas manzanas, son poco voluminosas y construidas con piedra, tapial y en menos medida ladrillo, destacando enormes portadas con arco de medio punto.

## Demografía
Quicena cuenta con una población de 346 habitantes (INE 2024).
| Gráfica de evolución demográfica de Quicena entre 1842 y 2021                                                       |
| |
| Población de derecho según los censos de población del INE Población de hecho según los censos de población del INE |

## Administración y política
| Período   | Alcalde                           | Partido |  |
| --------- | --------------------------------- | ------- |  |
| 1979-1983 | Ángel Bellostas Palús             | UCD     |  |
| 1983-1987 | Ángel Grasa Castán                | AP      |  |
| 1987-1991 | Ramón Pardo Otín                  | PSOE    |  |
| 1991-1995 | Rafael Blasco Allué               | PP      |  |
| 1995-1999 | Ricardo Solano Escartín           | PP      |  |
| 1999-2003 | Ricardo Solano Escartín           | PP      |  |
| 2003-2007 | Natalia Ciprés Moreu              | PSOE    |  |
| 2007-2011 | Israel Jesús Cortés Castellón     | PAR     |  |
| 2011-2015 | Israel Jesús Cortés Castellón     | PAR     |  |
| 2015-2019 | Francisco Javier Belenguer Anzano | PP      |  |

| Partido político    | Partido político                                   | 2003   | 2007   | 2011   | 2015   |
| Partido político    | Partido político                                   | Ediles | Ediles | Ediles | Ediles |
|                     | Partido Popular de Aragón (PP)                     | —      | 2      | 3      | 4      |
|                     | Partido Aragonés (PAR)                             | 1      | 2      | 3      | 3      |
|                     | Partido de los Socialistas de Aragón (PSOE-Aragón) | 4      | 1      | 1      | —      |
|                     | Chunta Aragonesista (CHA)                          | —      | 2      | —      | —      |
| Total de concejales | Total de concejales                                | 5      | 7      | 7      | 7      |

## Patrimonio

### Acueducto romano
Se encuentra en las inmediaciones de Quicena. Fue construido por los romanos en el siglo I a. C. y abasteció a Huesca durante los primeros siglos de nuestra historia.

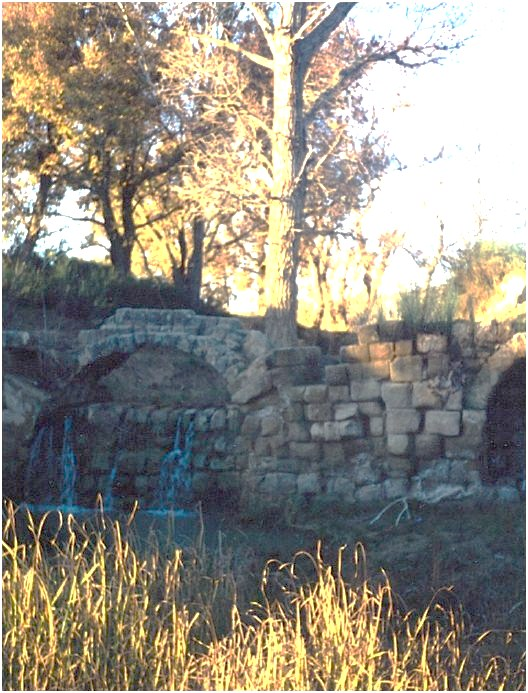
Acueducto romano de Quicena

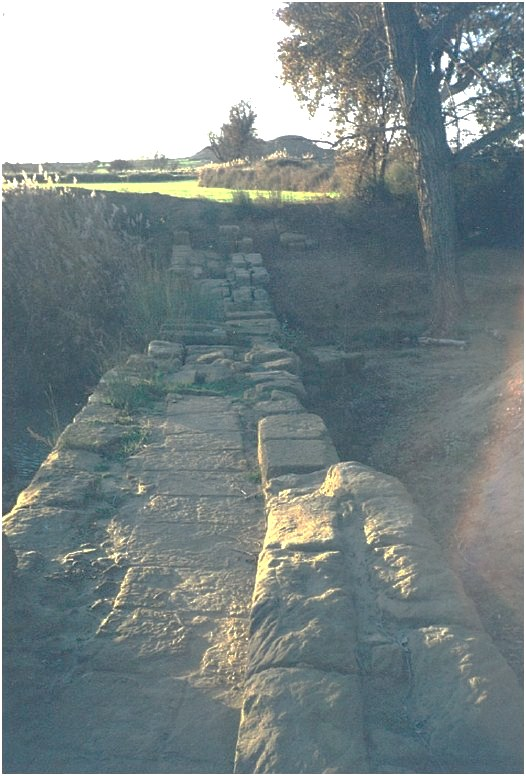
Ático con canal del acueducto romano de Quicena

### Castillo de Montearagón

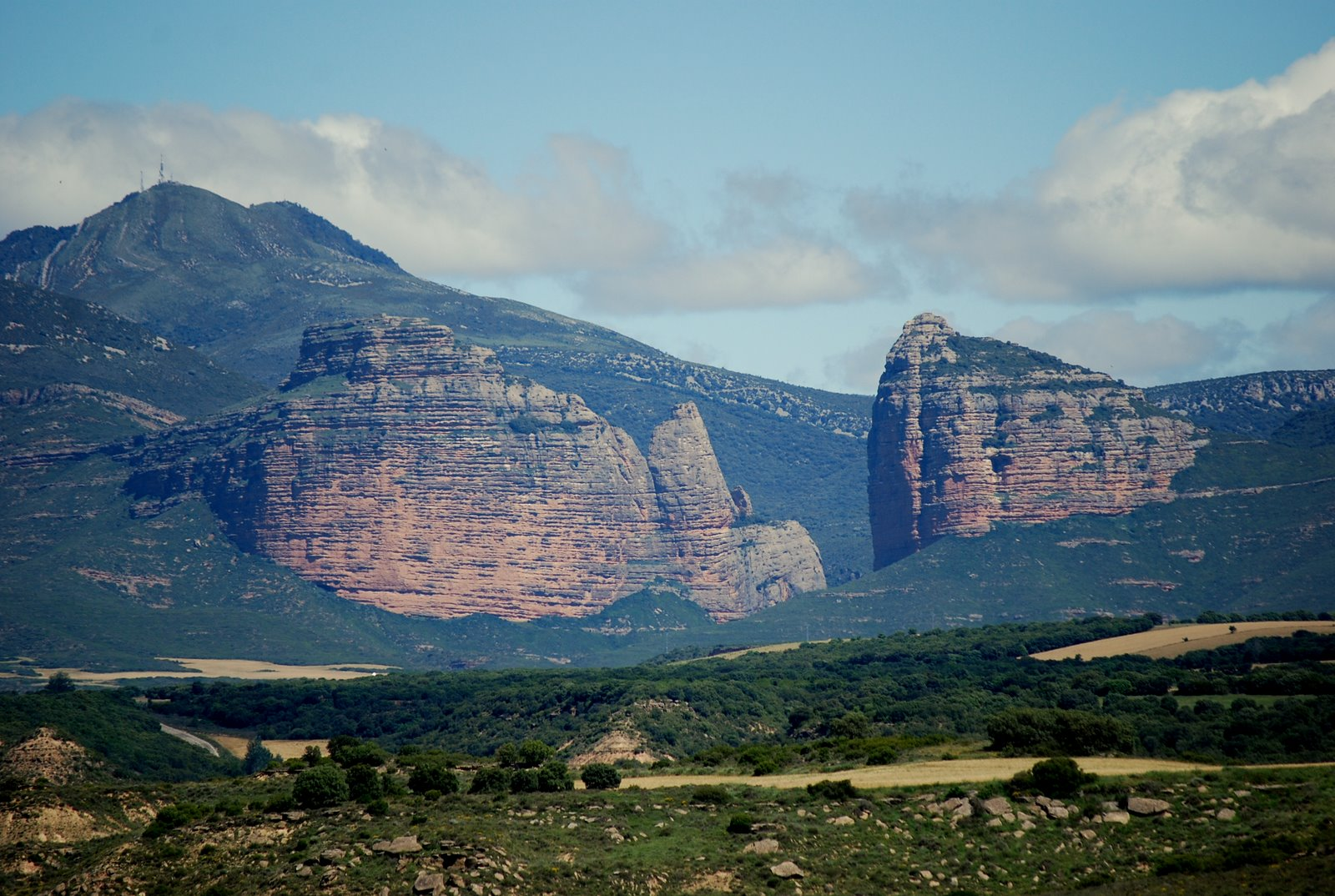
Vista del Salto de Roldán desde lo alto del castillo

### Ermita de San Pedro Mártir

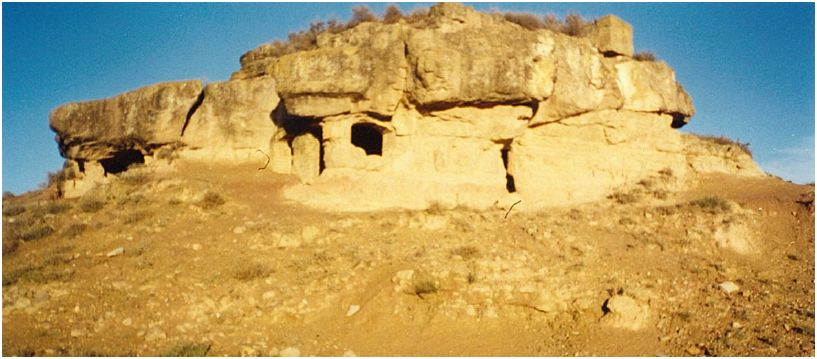
Ermita de San Pedro Mártir en Quicena

Situada en las afueras de Quicena y construida en el siglo XIII, solamente perduran pequeños restos que permiten apreciar su planta rectangular. Sirvió como refugio para los combatientes en la Guerra Civil.

### Puente sobre el río Flumen
En la Santeta de Quicena, quedan vestigios de un puente de tres arcos, cuya construcción fue propiciada a principios del siglo XIII por Monasterio de Montearagón.

### Iglesia de La Asunción

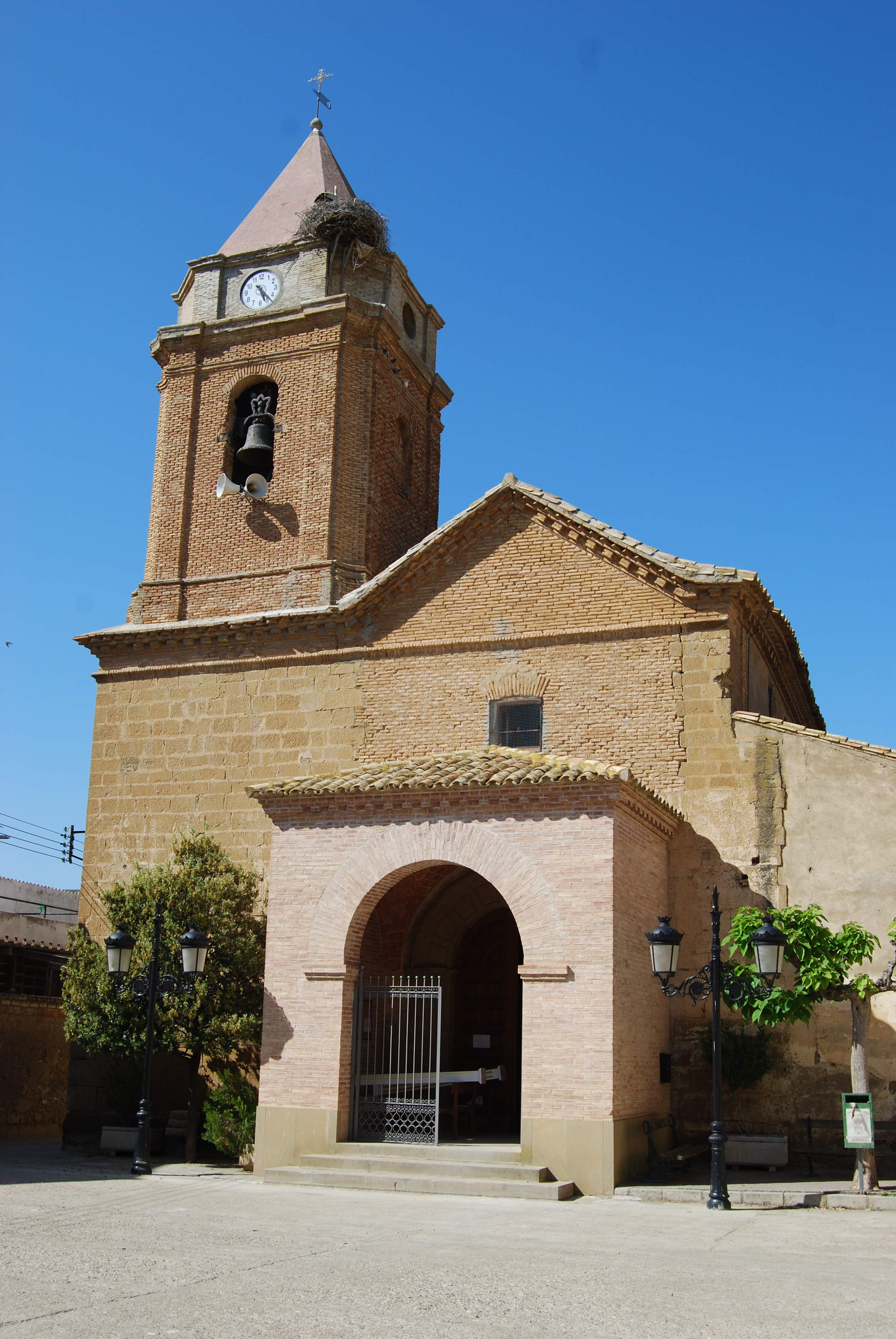
Detalle de la torre

Se edificó bajo la orden del abad de Montearagón, don Pedro Nolivos. Cuenta con tres naves divididas en cuatro tramos cubiertos por bóveda de lunetos en la central, y de lunetos en las laterales.

### Acueducto
Obra hidráulica moderna, concretamente del siglo XVIII.

## Fiestas
En Quicena las fiestas patronales son:
- 29 de abril, San Pedro Mártir, fiestas menores
- 25 de julio, Santiago Apóstol), fiestas mayores